# Люксембурзьке мистецтво

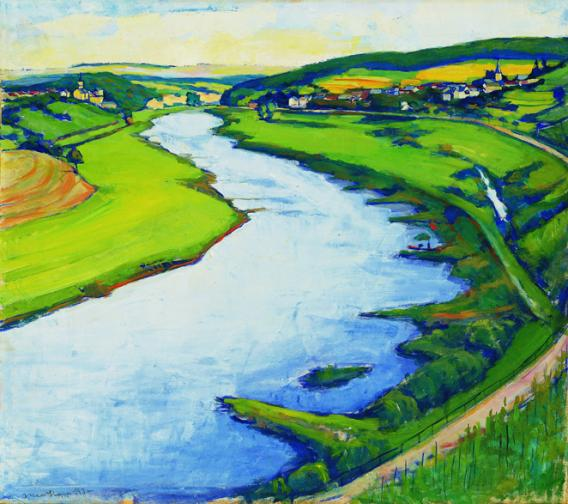
Ніко Клопп: розтягнення Мозеля в Ґрейвельданге зі Штадтбредімусом (1930)

Люксембурзьке мистецтво простежується до римських часів, особливо як зображено на статуях, знайдених по всій країні та у величезній мозаїці з Віхтен. Протягом століть у люксембурзьких церквах та замках розміщувався ряд культурних артефактів, але майже всі вони приписуються іноземним художникам. Першими зразками мистецтва з національним колоритом є картини та карти міста Люксембургу і його укріплень з кінця 16 до початку 19 століття, хоча вони теж здебільшого створені іноземними художниками. Справжній інтерес до мистецтва серед громадян країни почався у 19 столітті картинами Люксембурга та околиць після того, як країна стала великим герцогством у 1815 році. За цим пішов інтерес до імпресіонізму та експресіонізму на початку 20 століття, найбагатшого періоду в Люксембурзькому живописі, а абстракція стала центром мистецтва після Другої світової війни. Сьогодні існує низка успішних сучасних художників, деякі з яких здобули широке міжнародне визнання.

## Античність
На руїнах римських вілл у різних районах Люксембургу знайдено значну кількість скульптур та статуй, але видатним мистецьким скарбом того періоду є мозаїка Віхтен, яка зображує давньогрецьких муз. Він раніше прикрашав прийомну залу римської вілли у Віхтені, але тепер її можна побачити в Національному музеї історії та мистецтв Люксембурга. До інших відомих артефактів другого століття належать керамоподібний теракотовий келих, прикрашений рельєфом сцени полювання, знайденої в гробниці поблизу Мамера, статуя та рельєф романо-кельтської богині Епони, знайдені у Дальхайм Річчіакум, а також бронзові статуї Юпітера і Меркурія. 

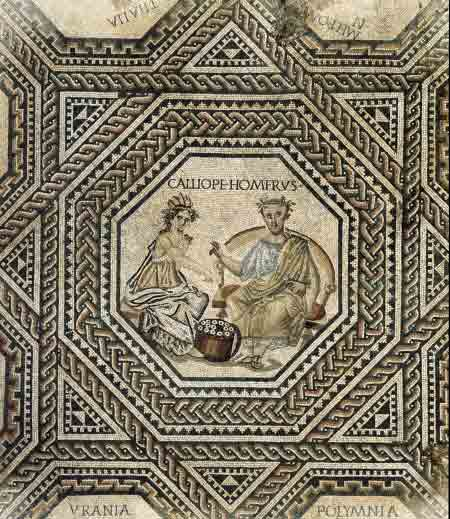
Мозаїка Віхтена із зображеннями Каліопи та Гомера (бл. 270 р. н.е.).
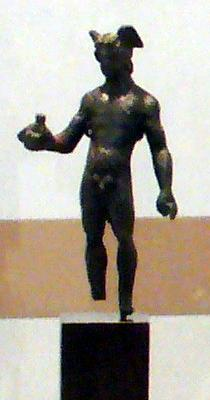
Бронзова статуя Меркурія.
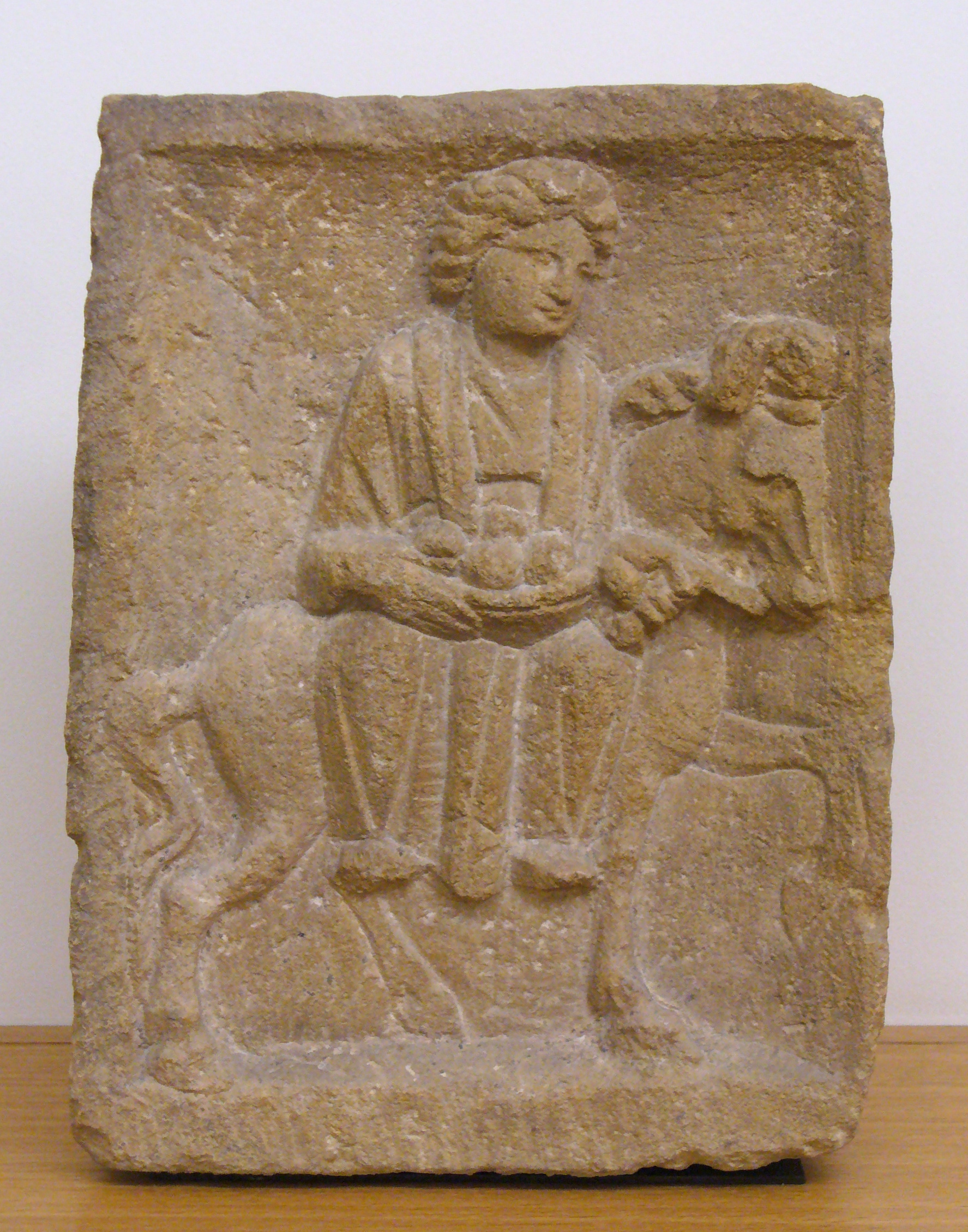
Полегшення гало-римської богині Епони, захисниці худоби.
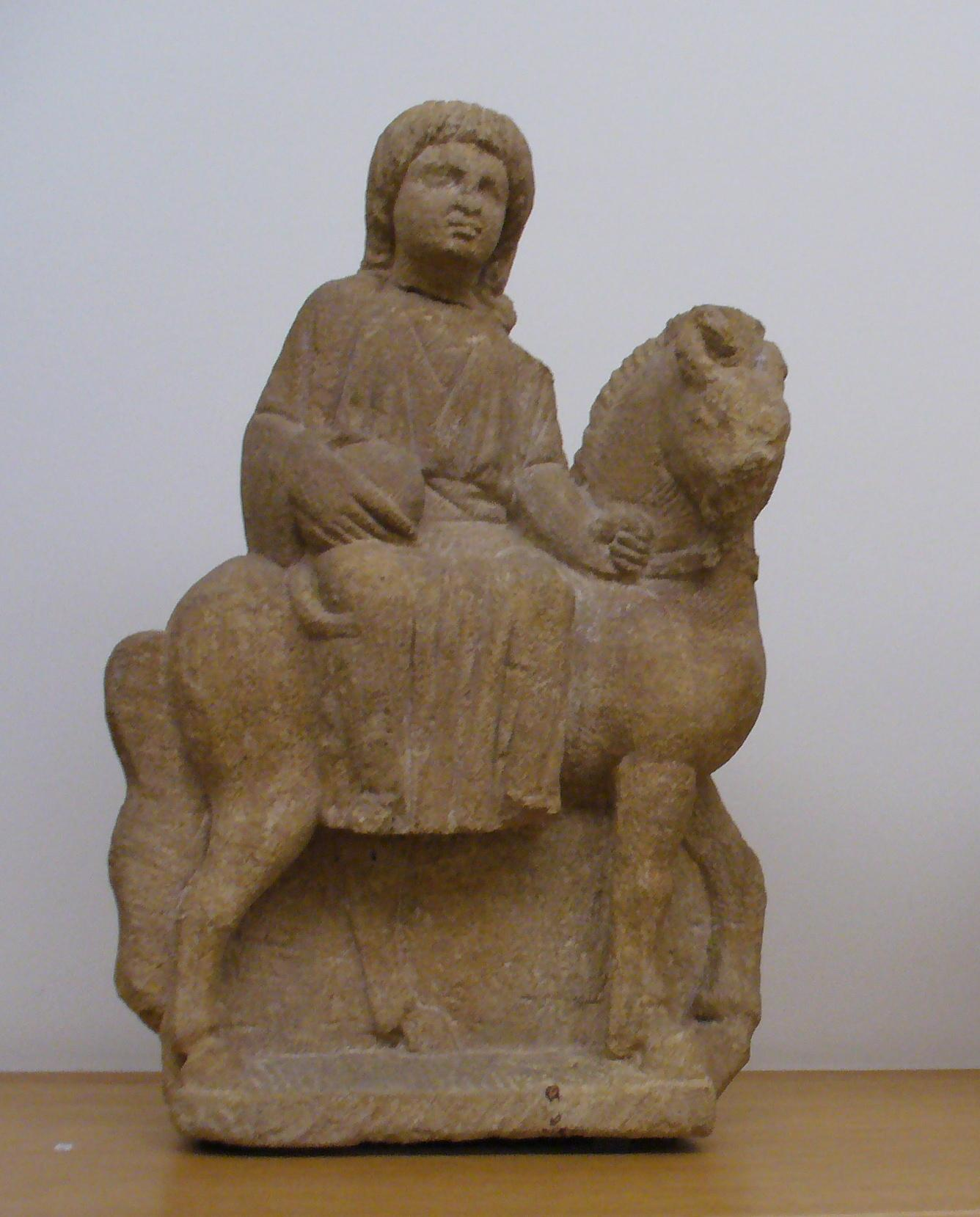
Статуя Епони.

## Освітлена Євангельська книга
Кодекс Аврей Ехтернах — це висвітлена книга Євангелія з початку 11 століття, що містить версії Вульгати чотирьох Євангелій. Один з найбільш пишно ілюстрованих ототонських рукописів, він був виготовлений в абатстві Ехтернаха під керівництвом ігумена Гумберта. Вишуканий ехтернахський стиль живопису характеризується насиченим колоритом, чіткими формами та ретельним акцентуацією фігур, інтерпретуючи мистецтво майстра Трієра із значною оригінальністю. Просвітники Ехтернаха звернули увагу на стиль та іконографію значно старіших творів, знайдених у бібліотеках Тріра та Райхенау. Кодекс-Аврей — один із лише двох рукописів, який зберігався в Ехтернах протягом століть, більшість інших виготовлялися для священного римського імператора Генріха III. Зараз він знаходиться в Німецькому національному музеї в Нюрнберзі. 

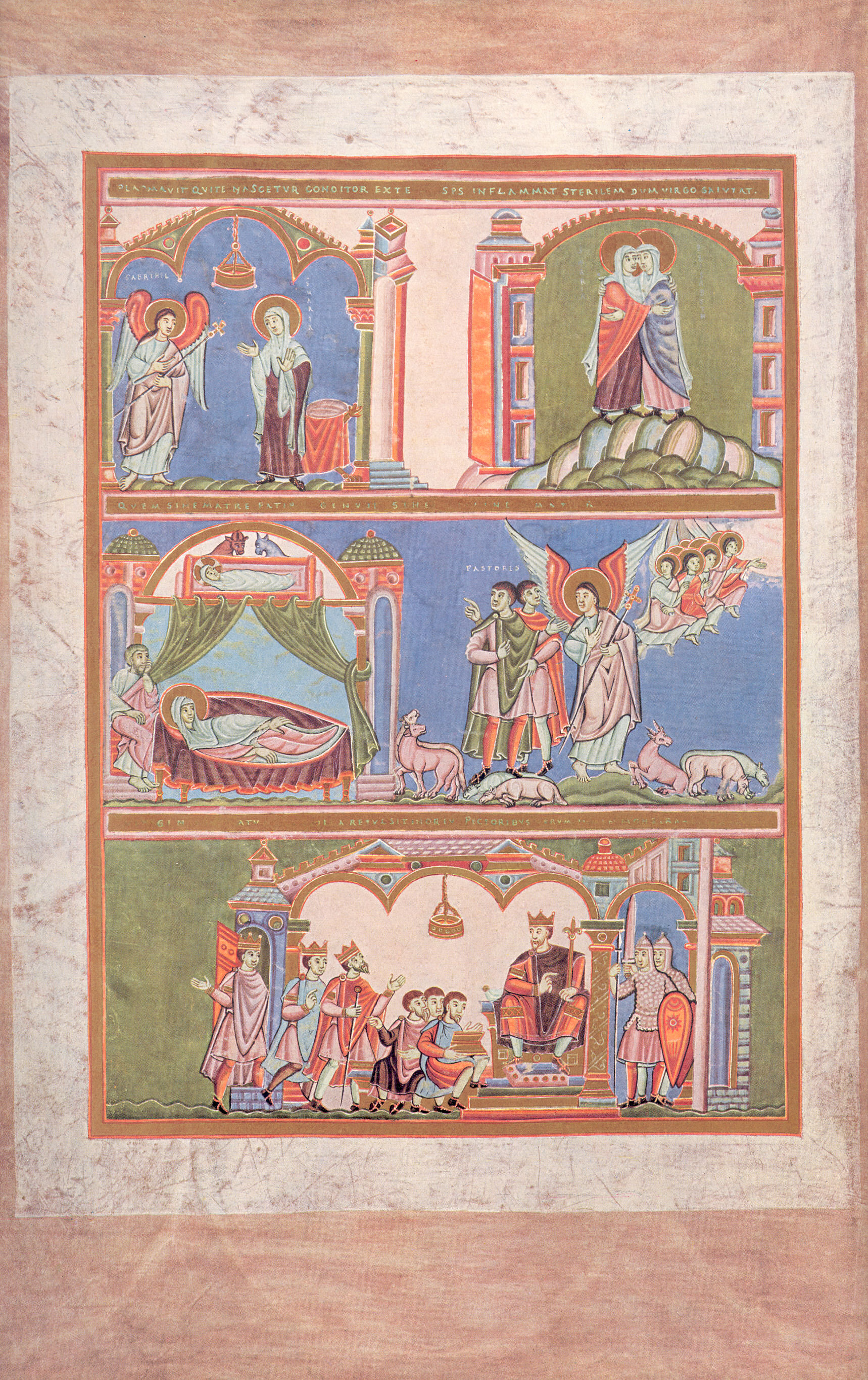
Codex Aureus of Echternach: Folio 18 verso
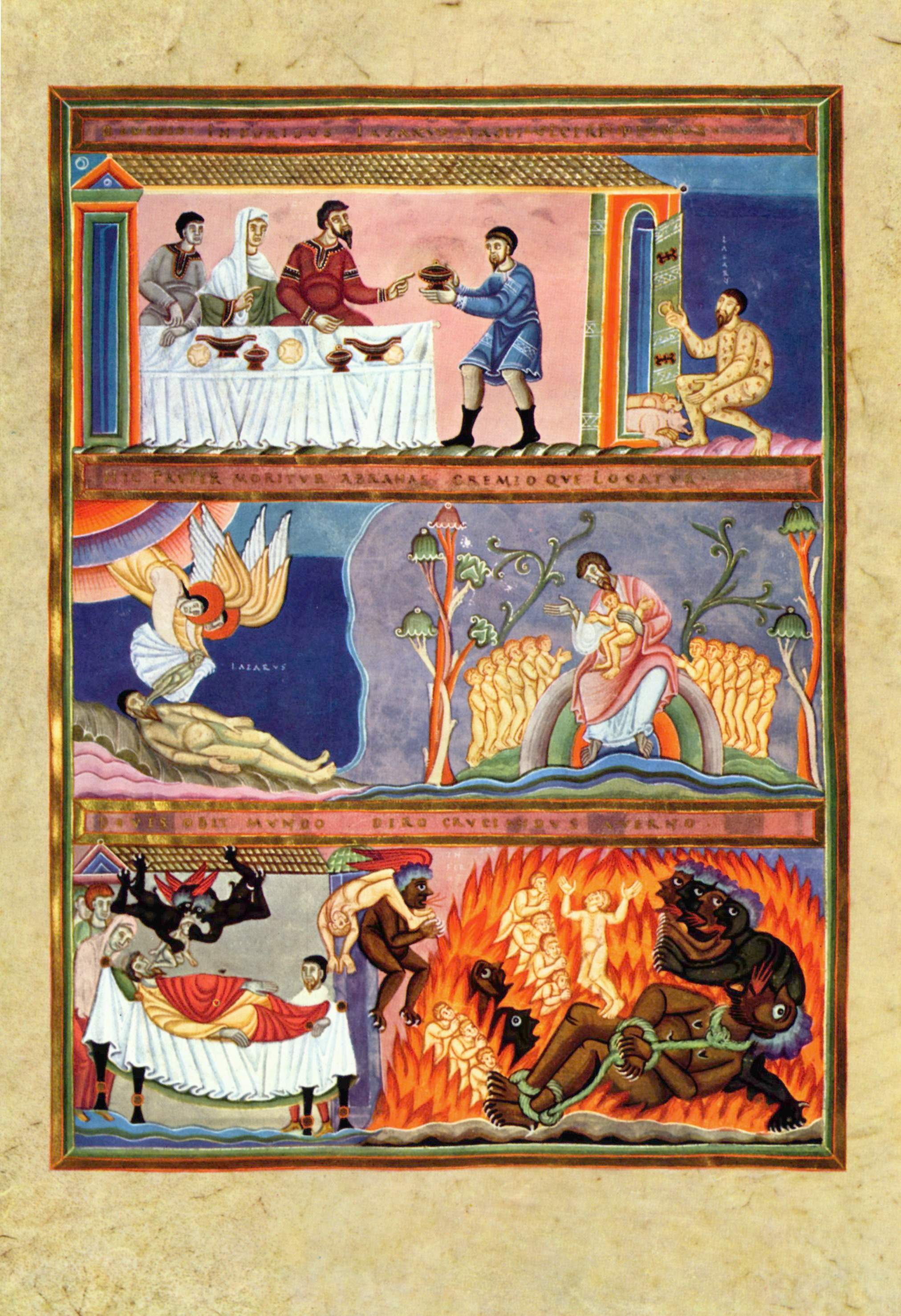
Codex Aureus of Echternach: Folio 78 recto
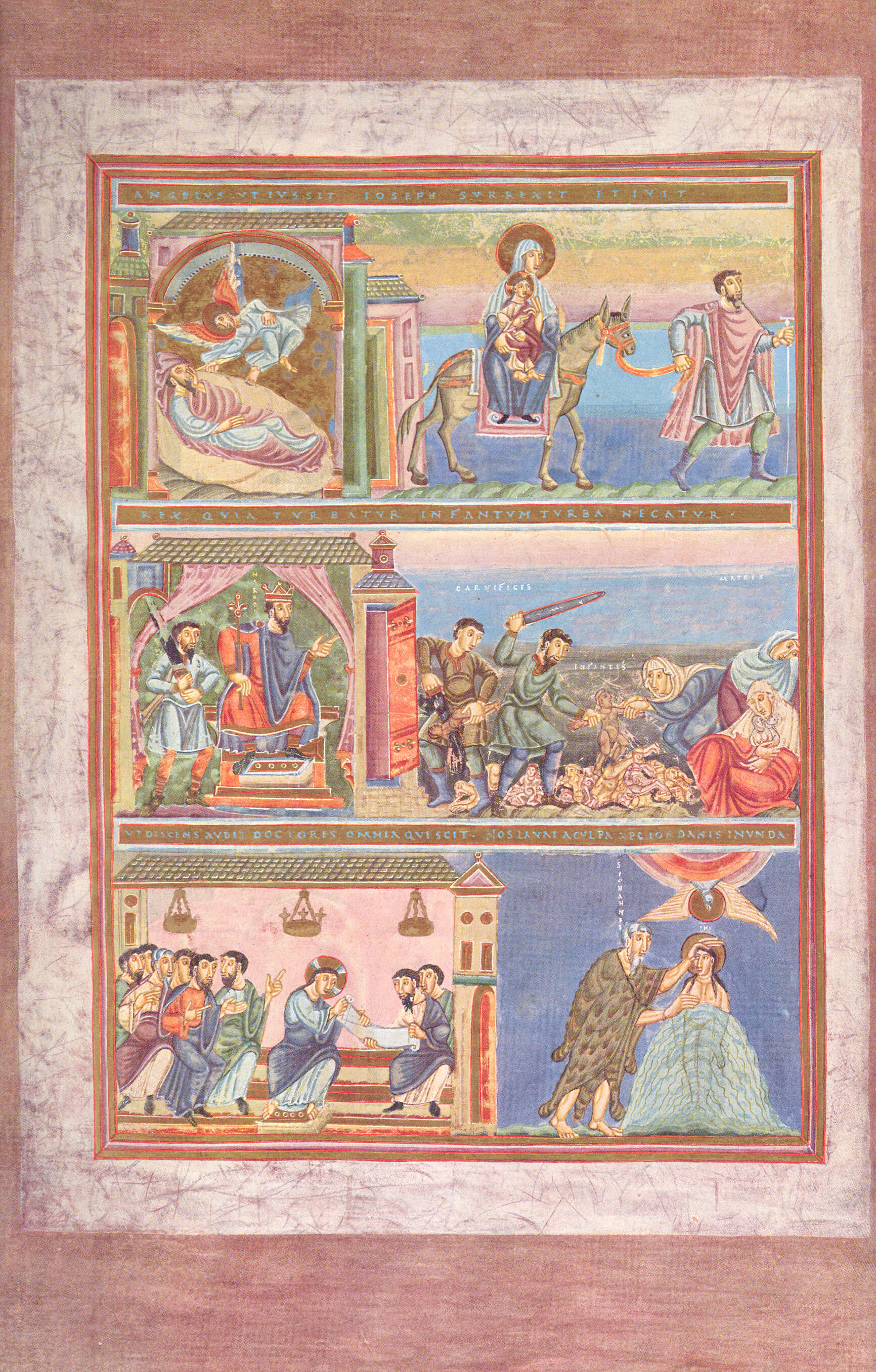
Codex Aureus of Echternach: Folio 19 verso

## Старі види Люксембургу
Мікал Нельсон — одне з найдавніших творів, що стосуються міста Люксембургу, — це тонований малюнок ручкою-чорнилом Шато Мансфельда або, правильніше, Шато-де-ла-Фонтена. Робота 16 століття приписується фламандському художнику Тобіасу Верхаекту (1561–1631). Менсфельд був губернатором Люксембургу з 1545 року до своєї смерті в 1604 році. У 1598 р. Георг Браун та Франц Гогенберг опублікували найдавніший відомий вигляд міста Люксембург — мідну гравюру, що з'явилася в Civitates orbis terrarum (Кельн, 1598). Через півстоліття голландський картограф Джоан Блау, спираючись на твір Брауна, опублікував свій «Люксембург» у другому томі свого « Стедебойка» (Амстердам, 1649). Ван дер Мелен надає ще один вид на Люксембург з Лімпертсберга, де він зображує французькі війська, які беруть місто в 1649 році. 

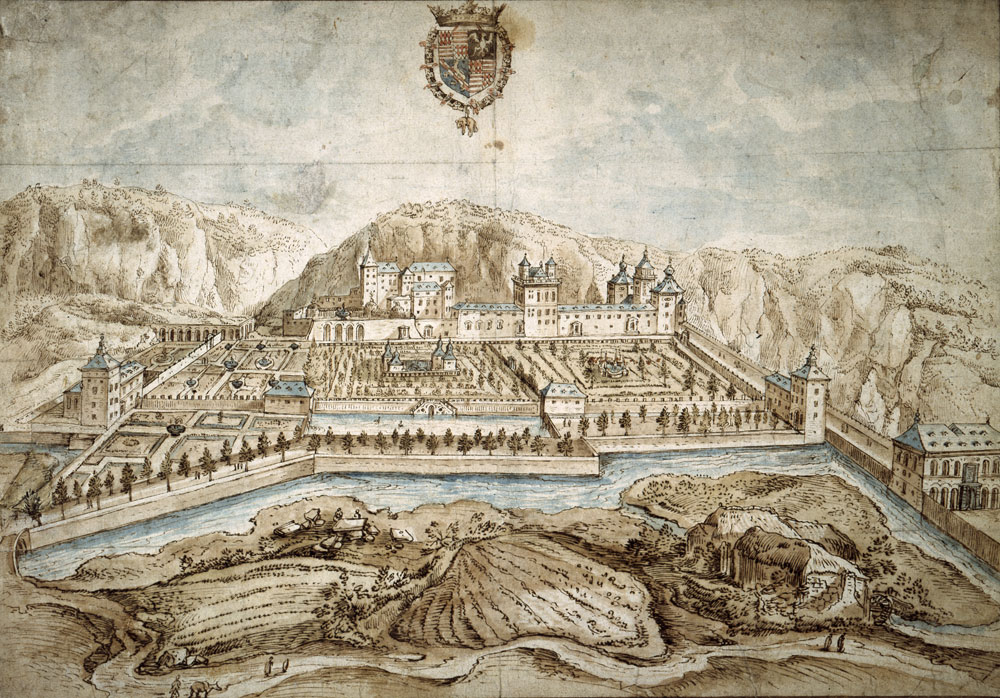
Тобіас Верхаект: Ла-Фонтен (16 століття)
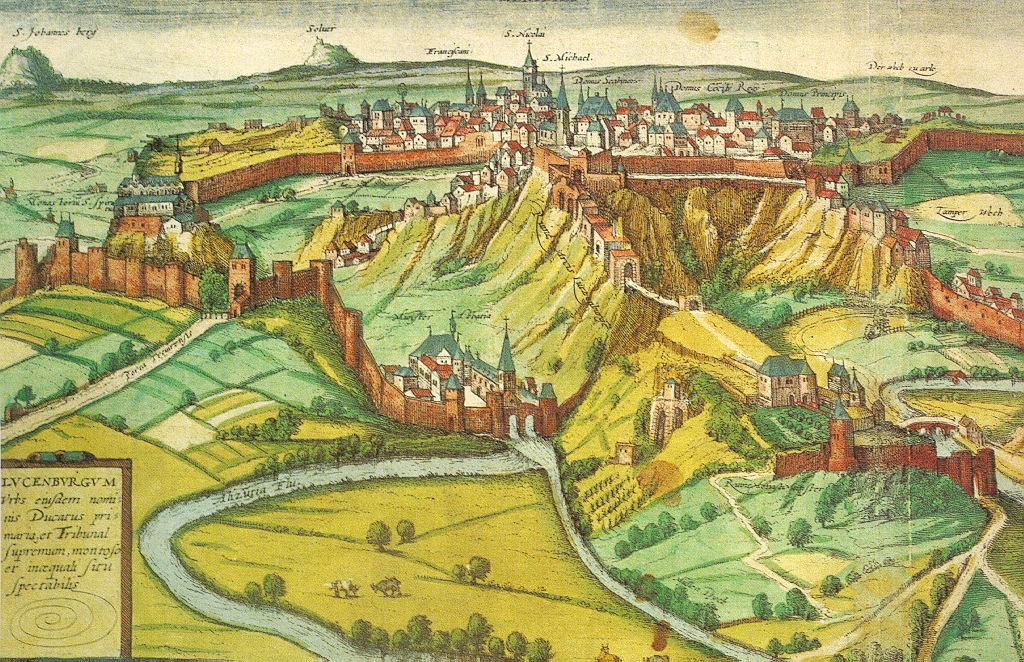
Георг Браун, Франц Гогенберг: місто Люксембург (1598)
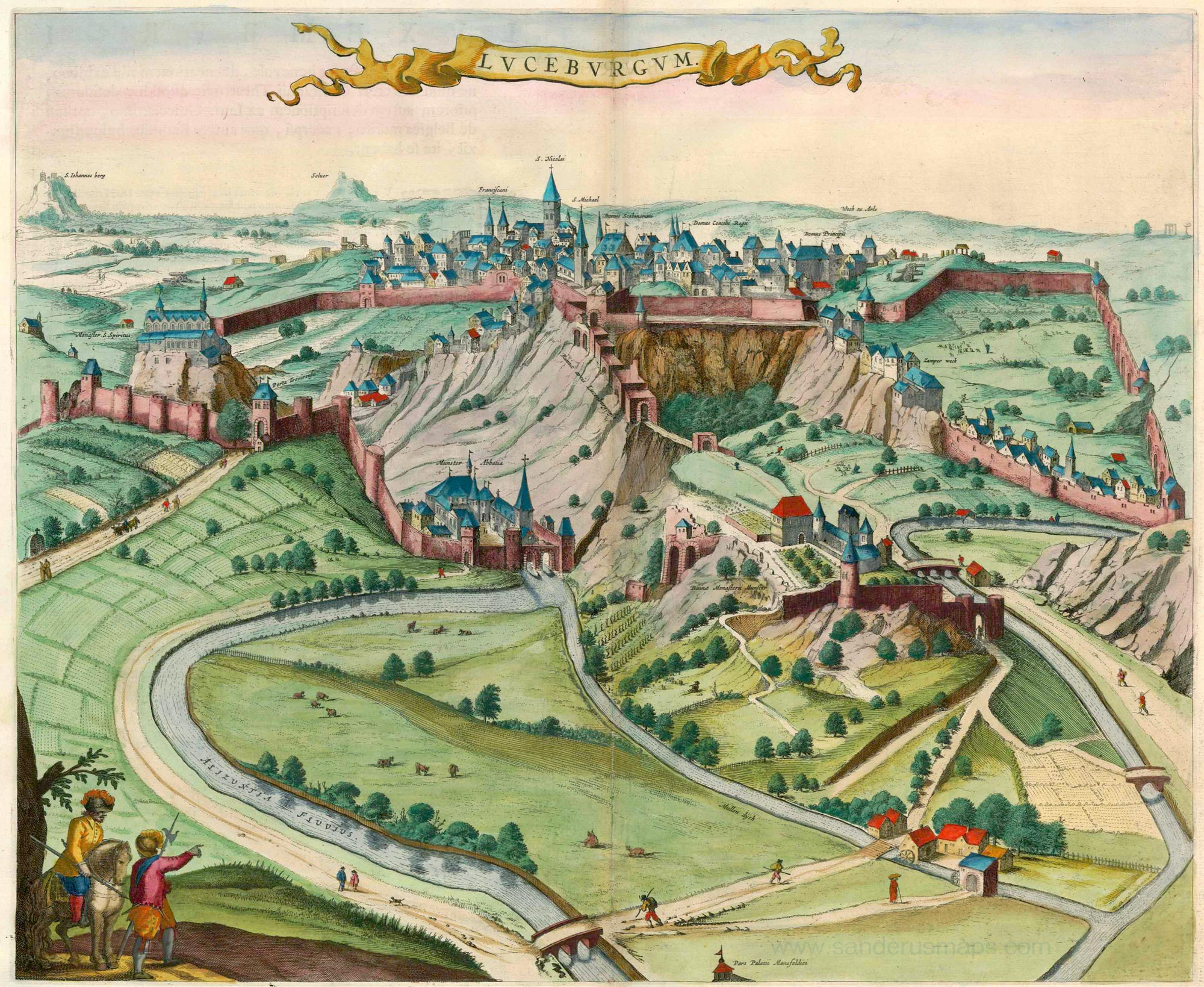
Джоан Блау: місто Люксембург (1649)
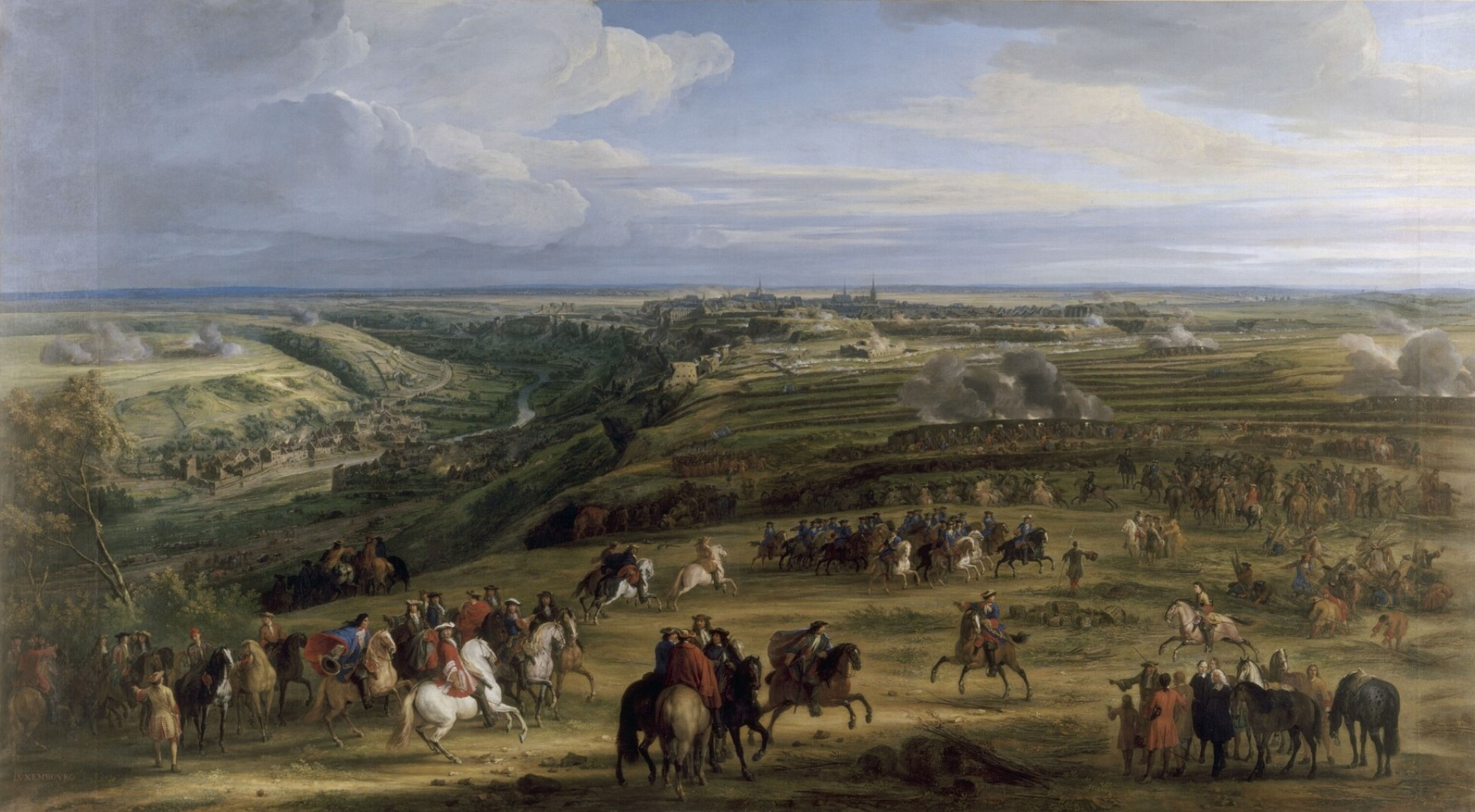
Van der Meulen: Люксембурзька премія (1649)

## Ранні люксембурзькі художники
Саме на початку 19 століття люксембурзькі художники нарешті почали набувати духу націоналізму, в результаті чого твори підкреслювали красу міста та країни в цілому. Жан-Батист Фрезез (1800—1867) був найважливішим художником того періоду, який запам'ятався насамперед своїми майже фотографічними зображеннями міста Люксембурга. Фрезез також виготовляв портрети, чітко зображуючи не тільки жваві риси обличчя, але й одяг фігури, включаючи, наприклад, прозорість мережива. Його пейзажі, які він почав публікувати ще у 1826 році, мали також чималі художні заслуги. У 1855 р. він опублікував свій знаменитий альбом «Pittoresque du Grand-Duché de Luxembourg», який містить надзвичайно детальні композиції, багато з яких зображають найкрасивіші види Люксембургу. Його твори мають велику документальну цінність, особливо це стосується Люксембурзької фортеці до її демонтажу.
Ніколя Ліз (1809—1892), який був одним із учнів Фрезеса, був живописцем, скульптором та архітектором. Його пам'ятають перш за все за літографіями сцен у Великому князівстві та за олійним живописом міста Люксембург. Його колекція літографій, опублікована у "Voyage pittoresque à travers le Grand Duché de Luxembourg " (1934), містить деякі його найкращі роботи. Найвідомішою роботою є його погляд на місто Люксембург із Fetschenhof, який він намалював і літографував у 1870 році. На ній зображено місто, коли знос фортеці лише розпочався. Незважаючи на його спробу підкреслити укріплення, перебільшуючи висоту скель та залізничного мосту, картина є гарним зображенням міста та його скеляі.
Мішель Енгельс (1851—1901) був ілюстратором, живописцем та викладачем мистецтва, який знаний за ескізами укріплень міста Люксембург, хоча він також намалював кілька акварелей. 

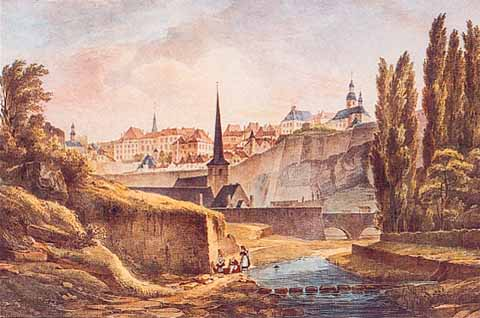
Жан-Батист Фрезез: Люксембург від річки Альзети (р. 1828)
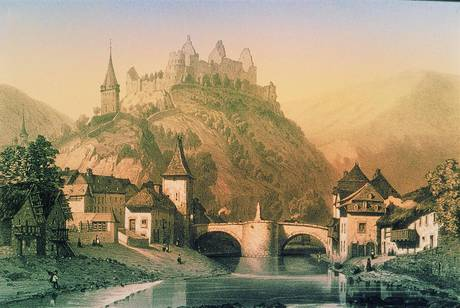
Жан-Батист Фрезез: Віанден біля мосту (близько 1857 р.)
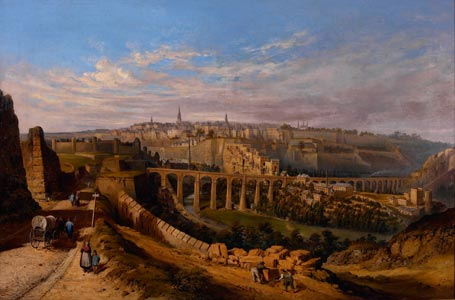
Ніколя Ліц: Вид на Люксембург з Fetschenhof (1870)
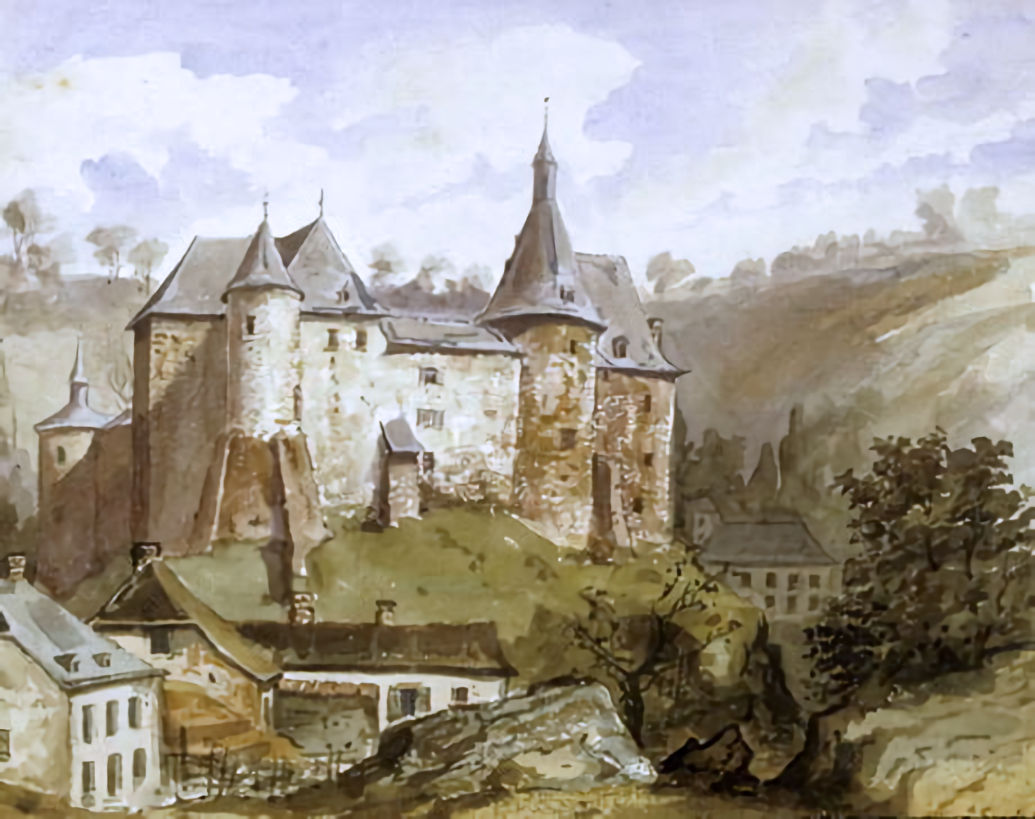
Мішель Енгельс: Замок Клерво (1886)

## Художні відвідувачі
У 19 столітті двоє відомих іноземців зробили важливий внесок у мистецтво Люксембургу. Першим виступив англійський доімпресіоністський живописець Дж. М. В. Тернер (1775—1851), який відвідав Люксембург під час тривалих навчальних поїздок у 1825 та 1834 роках, залишивши багато акварелей міста та околиць. Віктор Гюго (1802—1885), французький автор, неодноразово відвідував Люксембург. У 1871 році він зробив ряд малюнків замків Люксембургу, включаючи Ларочетт, Шенген та особливо Віаден. 

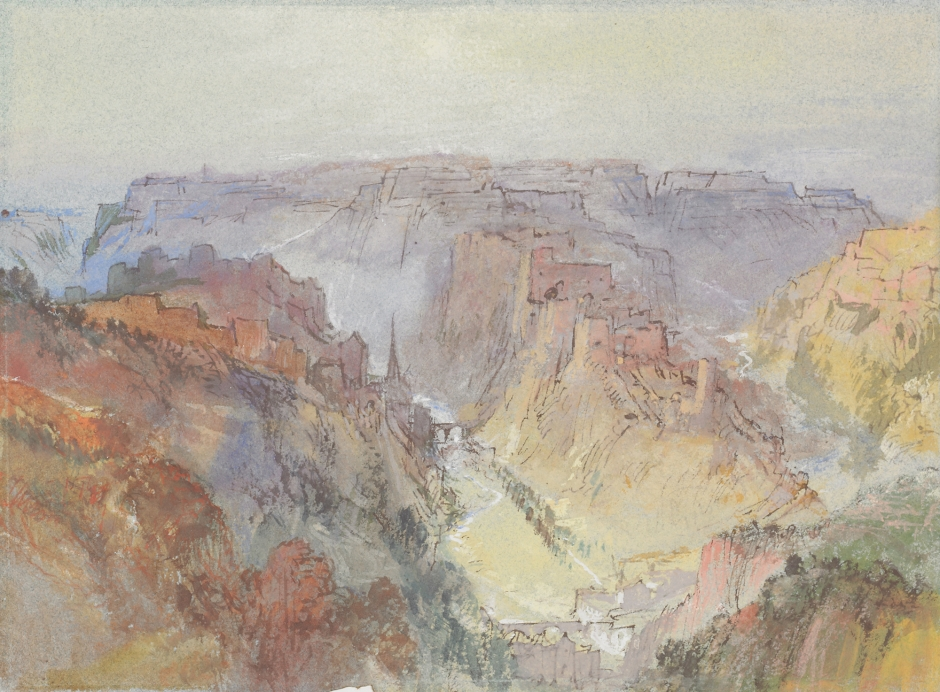
Дж. М. В. Тернер: Люксембург (1834).
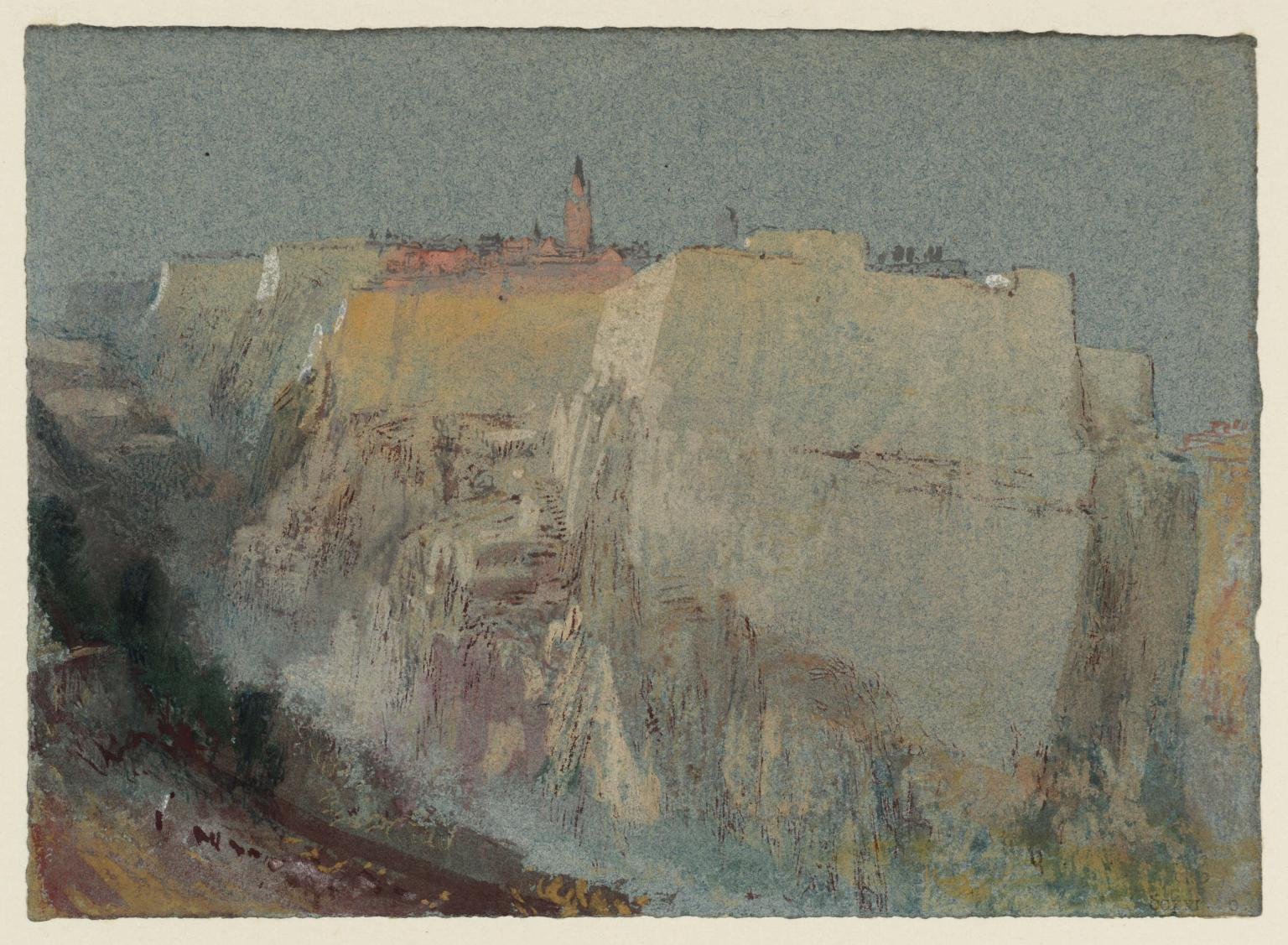
Дж. М. В. Тернер: цитадель Сент-Еспріту, Люксембург (близько 1839 р.).
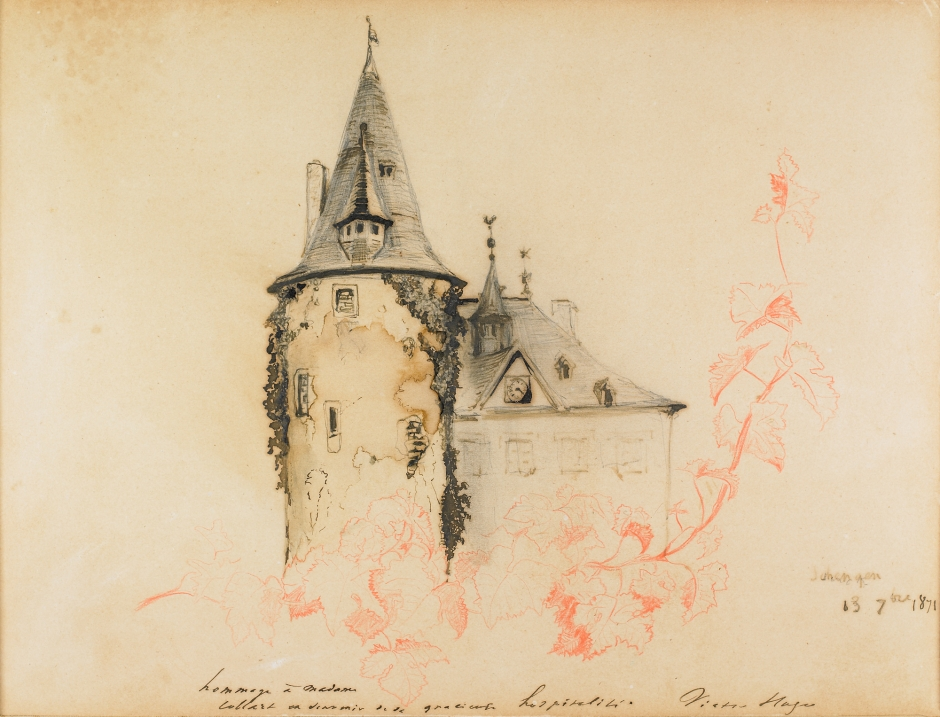
Віктор Гюго: Шенгенський замок (1871).
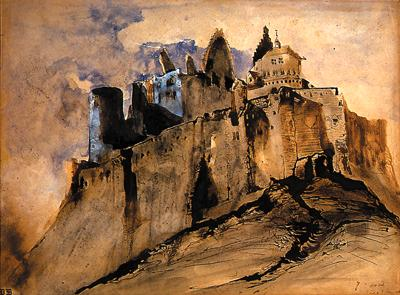
Віктор Гюго: руїни замку Віанден (1871).

## 20 століття
Перша половина XX століття була багатим періодом для люксембурзького мистецтва. Йозеф Куттер (1894—1941), який вважається найуспішнішим живописцем Люксембургу, зазнав впливу імпресіоністів, але розробив свій характерний експресіоністський стиль. На його картинах сюжети часто стоять на передньому плані, ніби сфотографувані. Його портрети, намальовані сильними мазками, зазвичай демонструють фігури з надмірно великими носами, іноді схожими на відчайдушних клоунів, але завжди привертають увагу. З 1918 року пейзажі та квіткові твори Куттера стали все частіше представляти експресіоністичні мотиви, з інтенсивними лініями та сильними барвами. Його картина «Люксембург», замовлена на Всесвітню виставку 1937 року в Парижі, є хорошим прикладом його експресіоністського стилю з будинками, складеними один за одним, кубічною формою споруд та перебільшеною міцністю укріплень, настільки відмінними від Дж. М. У. Тернера представленні майже на одній сцені. Хоча Куттер кілька років провів у Німеччині, на його роботу найбільше вплинули тенденції у Франції та Бельгії. Він був одним із засновників люксембурзького сепаратистського руху.
Ще одним помітним живописцем був імпресіоніст Домінік Ланг (1874—1919), чиї картини ставали все більш піднесеними, сповненими яскравого світла і часто зображували молоду жінку, одягнену в біле. Використовуючи короткі мазки, він використовував блюз та зелень. У 1912–13 рр. він почав використовувати чисте забарвлення, якому віддають перевагу Моне, Ренуар та Піссарро. Він вирушав на берег річки Альзет, малюючи сцени садів, збирання квітів та збирання фруктів або будинки селян в районі, де він жив. Його живопис « Дуделанж» у 1917 р. є чудовою ілюстрацією його характерної відрази до індустріалізації. В ідиальній сільській місцевості, що оточує місто, немає ознак фабрик чи житла робітників.
Ніко Клопп (1894—1930) знаний перш за все тим, що малює сцени на річці Мозель після імпресіоністів. Клопп жив у Ремічі, де він намалював багато картин мосту через річку. Його пейзажі, натюрморти відрізняються яскравим колоритом і твердими штрихами, зосередженими на головних сюжетах.
Франц Сеймец (1858—1934) був художником, який малював портрети та пейзажі в стилі імпресіонізму. Його найбільш плідний період був у Ехтернах, де він малював численні сцени оточення, включаючи Мюллерталя. Його картини, як правило, реалістичні й трохи романтичні, межують з імпресіонізмом. Особливо після 1900 року його стиль став яскравішим та барвистішим, відображаючи щастя та красу моментів, які він пережив. Сьогодні Сеймеца запам'ятовують як сумлінного художника, який чимало часу панував на люксембурзькій художній сцені. Він був першим люксембургером, який занурився в імпресіонізм і першим, після Ніколя Лієса, малював під відкритим небом. Він також був першим, кому вдалося жити лише за рахунок мистецтва.
Состен Вайс (1872—1941) намалював понад 5000 акварелей, переважно Люксембурга та околиць. Він також працював архітектором, проектуючи деякі найпомітніші будівлі Люксембурга, включаючи центральне поштове відділення та споруду Arbed. Його попередні картини, аж до 1900 р., Показують вплив його архітектурних інтересів, оскільки будівлі зображуються з точною, але досить нудною точністю. Після цього починає формуватися його власний романтичний постімпресіоністичний стиль, особливо у його творчості з 1915 по 1945 рік. Його теплі кольори переважають з великою кількістю фіалки, блюзу та охри. Вайс опанував мистецтво вловлювати момент, поетично відтворюючи туманне світло раннього ранку, спеку полудня або серпанок, що збирається в долинах на заході сонця. Потроху реальність поступалася місцем менш точним, більш сугестивним образам, оскільки він все більше концентрувався на сутнісному. Він швидко заповнював основні рядки своїх сцен, інтерпретуючи їх все вільніше й вільніше, поки нарешті його картини не відкрили світ мрій і фантазій.

Скульптор Клаус Ціто (1882—1965) пам'ятається насамперед тим, що скульптура Гелла Фра (Золота жінка) вінчає обеліск «Пам'ятник пам'яті» (1923 р.), Піднятий на згадку про люксембурзьких солдатів, які загинули за свою країну в Першій світовій війні. Однак його найкращою роботою вважається мармуровий бюст великої герцогині Шарлотти, який був завершений у 1939 році і зараз знаходиться в колишній ратуші в Діфферданжі. 

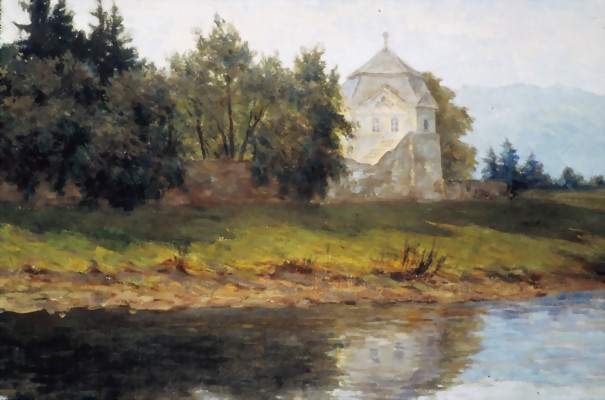
Франц Сейміц: Павільйон на Ехтернах (близько 1904)
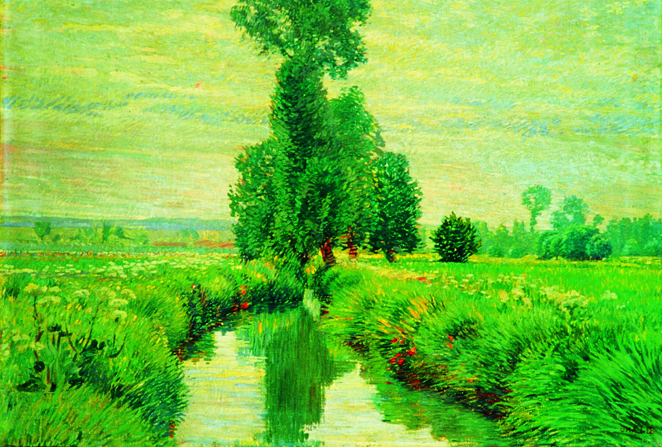
Домінік Ланг: Банки Альзети (1915)
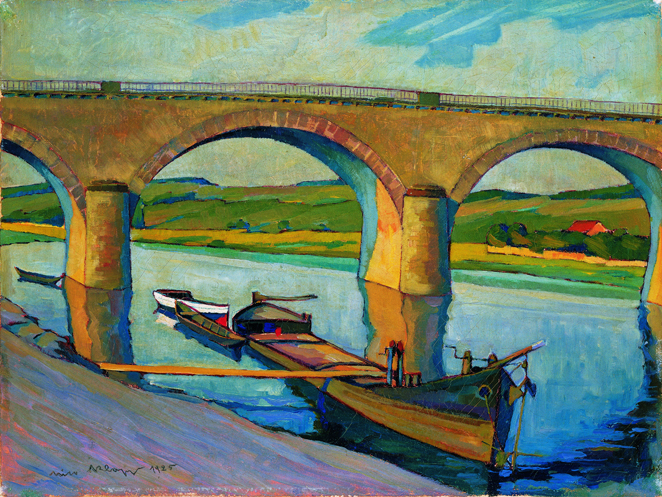
Ніко Клопп: Міст у Ремічі (1925)
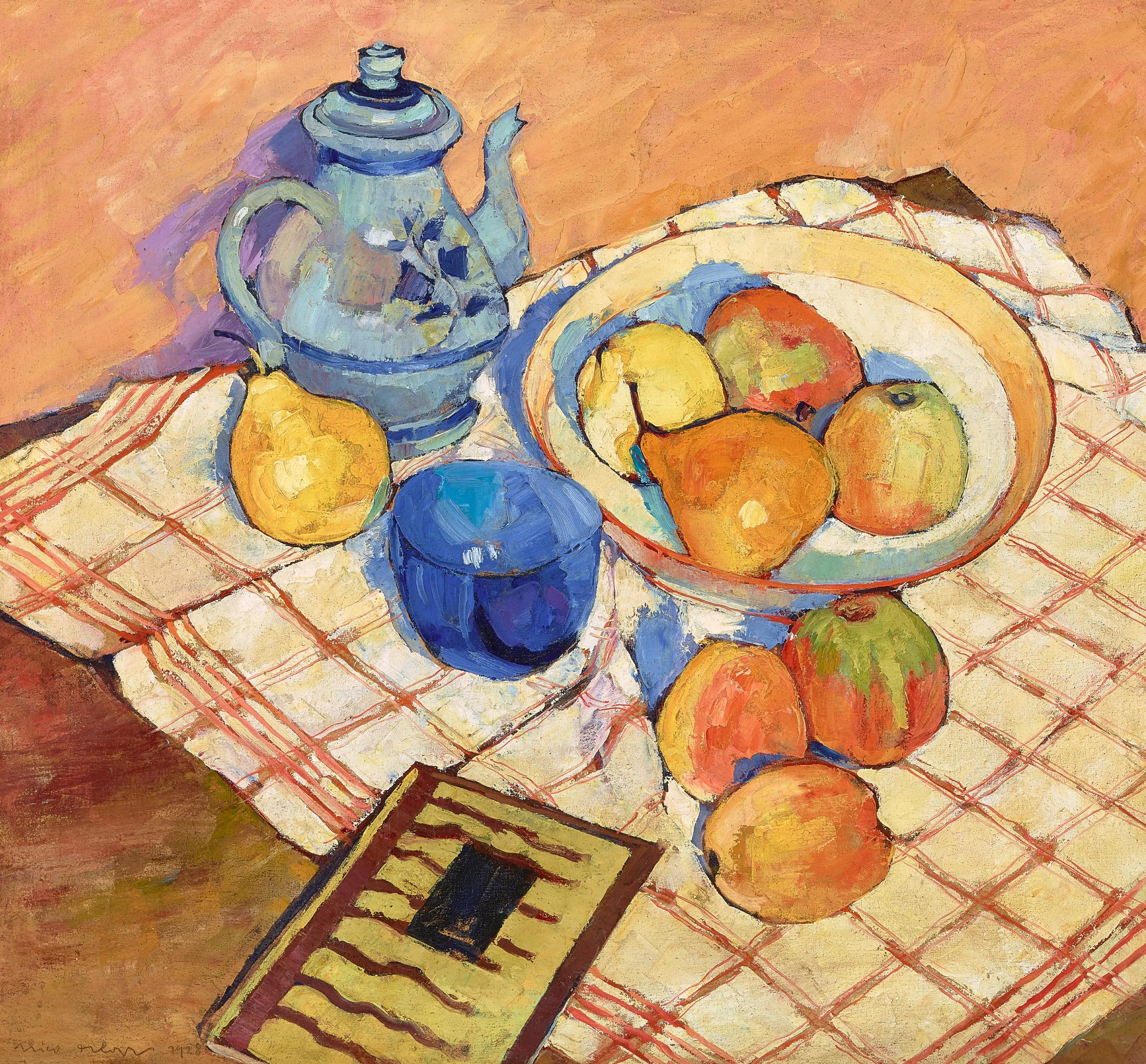
Ніко Клопп: Натюрморт з фруктами (1930)

## Повоєнні дописувачі
Еміль Кірш (1913—1994) працював з акрилом та гуашшю на папері. У 1954 році він був співзасновником групи абстрактних художників у Люксембурзі. Хоча Кіршт звернувся до абстрактного живопису в 1950-х роках такими творами, як «Композиція» та «Автоматичний», але він лише до початку 1960-х років замінив акрилові олії на мастило, що справді опанував стиль. В одному з його найпомітніших творів, «Село» (1959), використовує геометричні форми для зображення внутрішніх ліній та структур теми.
Мішель Стоффель (1903—1963) разом з Джозефом Куттером вважається одним із найвідоміших художників Люксембургу. Саме в 1950 році він вперше почав малювати в геометричному стилі абстрактного мистецтва, змусивши його у 1954 році бути одним із членів-засновників і речником групи ікономаків, люксембурзьких художників, присвячених абстрактному мистецтву. У 1956 році він отримав почесну згадку на четвертому художньому бієнале Сан-Паулу. Він закінчив дві мозаїки для люксембурзької Авене Новель у 1962 році та став членом секції мистецтва та літератури Інституту Великого князя.
Фоні Тіссен (1909—1975) в основному запам'ятовується своїми гіперреалістичними, темно-гумористичними картинами, багато з яких були автопортретами. Ціссен мав на меті поширити мистецтво на всі частини суспільства, щоб «підняти дух людини», як він висловився. Хоча його поштові марки, плакати та логотип для екстрених служб стали частиною колективної пам'яті Люксембургу, його тісну прихильність до рідного Румеланжа та Червоних скель цього району можна побачити на його пейзажах та гравюрах. Однак найбільш типовою частиною його творчості є сюрреалістична серія картин, яку він назвав своїми маленькими людьми, багато з яких автопортрети, що представляють собою комедію для людини. Символи, які він використовує, спрямовують глядача до великої роботи його уяви. Загалом, його робота розкриває його пошук того, що він назвав «правдою, що є красою та щирістю».
Густ Граас (нар. 1924) — люксембурзький бізнесмен і художник, який не тільки відіграв головну роль у розвитку люксембурзького радіо і телебачення, але й є талановитим художником-абстрактником. Граас завжди активно захоплювався мистецтвом, створюючи картини та твори скульптури. Навчаючись у Парижі, він познайомився з кількома художниками-імпресіоністами з Паризької школи, з якими підтримував зв'язок. У 1970 році йому було присуджено премію Великого Дюка Адольфа. З моменту виходу на пенсію в 1989 році він жив у Полленсі на Майорці, де продовжував малювати. Його виставка (1989—2003) наочно показує, як сонце та колір острова вплинули на його творчість.
Тісно пов'язаний з повоєнними художниками був скульптор Люсьєн Верколє, вражаючі абстрактні роботи з бронзи та мармуру можна знайти не лише в громадських місцях Люксембургу, а й у навколишніх країнах.
Одним з найуспішніших сучасних художників країни є Су-Мей Це, який у 2003 році завоював «Золотий Лев» — приз, який присуджується найкращому національному учаснику на Венеціанській міжнародній виставці сучасного мистецтва . Les balayeurs du désert, її відеопроєкція там показує вуличні підмітальні машини у їхніх характерних паризьких мундирах, безглуздо підмітаючи пустельний пісок під м'який звук віників проти асфальту. Другий великий твір «Відлуння», також відео, зображує альпійську сцену, в якій крихітна фігура грає на віолончелі, прості звуки інструменту відбиваються горами.

## Мистецькі товариства
Основним мистецьким товариством Люксембурга є Люксембурзька церква (Cercle artistique de Luxembourg), заснована у 1893 році і процвітає сьогодні. Товариство об'єднує художників усіх типів з метою підтримки художньої роботи та художньої освіти. У 1926 р. Ряд авангардистів, включаючи Джозефа Куттера та Ніко Клоппа, заснували люксембурзький сецесіоністський рух, який представляв свої роботи експресіоністів на щорічних виставках Салону де ла Сесії, поки їхні прагнення не узгодилися з Церклом у 1930 році. У 1954 році група художників-абстрактників, включаючи Еміля Кіршта, Мішеля Стоффеля та Люсьєна Верколє, заснувала Ікомамаки, які привезли сучасне мистецтво до Люксембурга на важливих виставках, які вони влаштовували в 1954 та 1959 роках.